# Зубов, Иван Фёдорович
Ива́́н Фёдорович Зу́бов (1667, Москва — 1745, там же) — русский гравёр в техниках офорта и резца по меди.

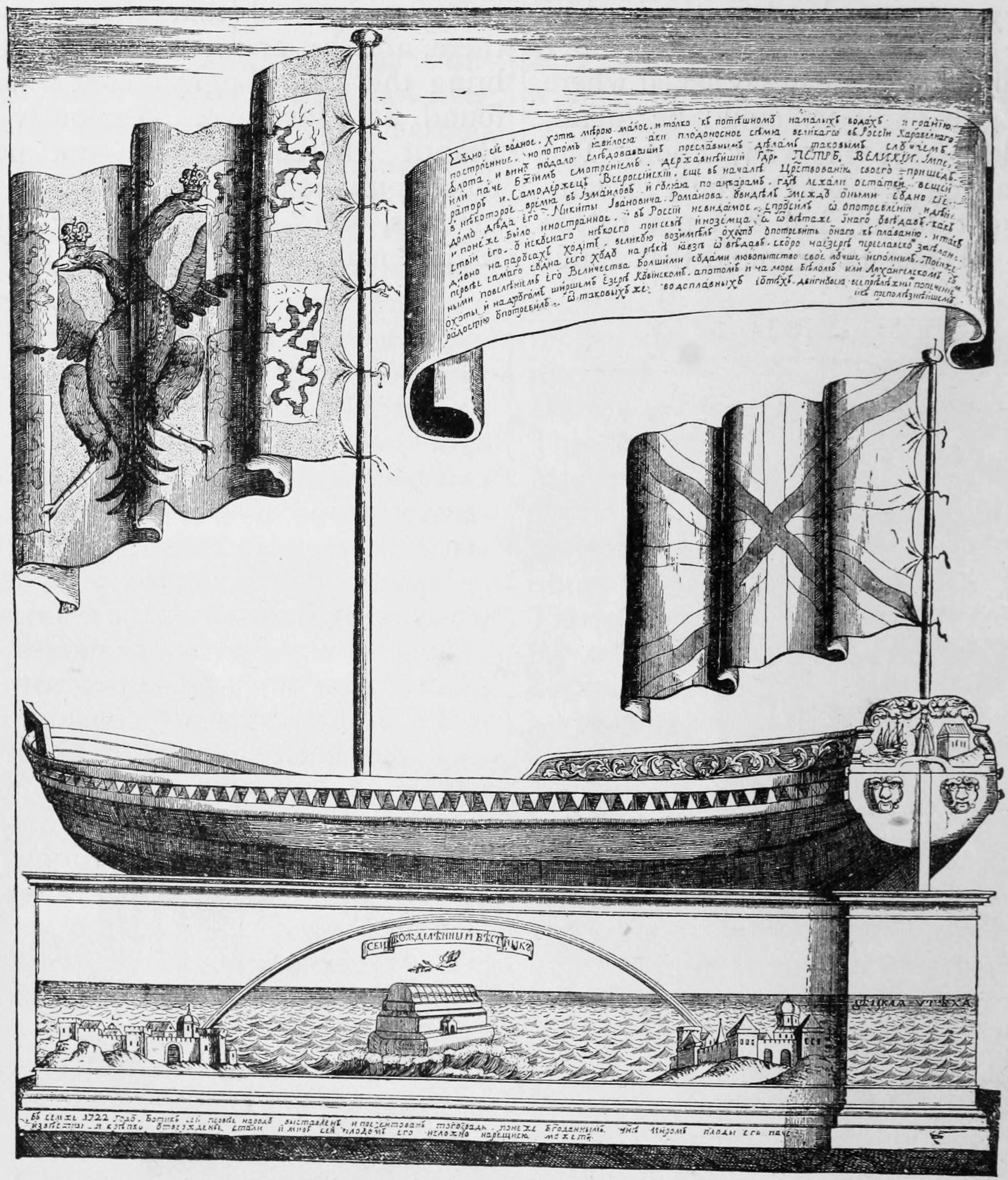
Левая половина известной гравюры Зубова «Ботик Петра I» 1722 года

Ученик Шхонебека и Пикарта; с 1708 года значился подмастерьем на Московском печатном дворе, при типографии. С 1714 года фактически глава гравировального дела Московского Печатного двора. Уволен в 1727 года с казённой должности «мастера грыдоровального дела». Награвировал много хороших портретов («Екатерины I», «Петра II» — чрезвычайно редки), видов (села Измайлова) и колоссальных Тезисов (последние — в сотовариществе Михаила Карновского и Григория Тепчегорского). Отпечатки досок Тезисов сохраняются в библиотеке академии наук. Необходимо отметить также его работы гравюру ботика Петра Первого (1722) на двух досках, сохранившуюся до настоящего времени.

## Семья
- Отец Фёдор Зубов (ум. 1689) — иконописец
- Младший брат Алексей (1682—1751) — гравёр в техниках офорта, меццо-тинто и резца по меди.